# 中华青年团
中华青年团是日占沦陷区的青年组织。由中華民國維新政府内政部管理。

## 历史
1939年維新政府中央治安委员会提出设立青年团。1939年3月維新政府内政部（部长陈群）创办“青年团指导员训练所”，培养“青年团干部人才”。首届86名学员从维新学院毕业生中挑选。1939年8月11日，維新政府内政部下设“中华青年团指导总部”。1939年10月起，南京、江苏、浙江、上海、安徽等省市相继设立青年团指导部和指导员训练所，各地大量招收团员、训练青年。至1940年1月，中华青年图在三省二市建立团组织416个，团员62,528人，干部训练所24个，培训学员1,421人。1941年10月统计，建立团组织705个，团员142,681人，县区指导部76个。
《团章》规定，乡、坊（镇）设立基层组织青年团，乡、坊长为团长；各保设分团，保长为分团长。
- 中央指导总部 部长陈群（内政部长兼）
  - 课长：负责常务。李子锋（内政部顾问兼）
    - 事务股
    - 指导股
    - 调查股

  - 指导员训练所：所长陈群（内政部长兼）。学制6个月，毕业后从事“青运”。共办4期，毕业学员390人。
  - 《中华青年》团刊：1939年11月创刊。月刊，汪政權内政部中华青年团指导股编辑。至1942年1月共16期。发刊词中称“明中日亲善之旨，知蒋共抗战之非，确信中日和平，可以复兴中国，并认识建立东亚新秩序，乃能使东亚永久和平，敏于自觉，自觉觉人，有组织、有纪律、使中国一般社会，改变过去盲从蒋共之心理，归服吾人之道，而纳于正轨。”内容上力求卑近平凡，使一般青年及民众，易于事实了解，切于具体而实际，力避玄虚无际的理论。刊中载有大量有关青年团活动的文件和记录，是研究汪政權青年团的重要文献。各地的青年团也办刊，如南京的《新青年》，上海的《中国青年》，浙江的《青年旬刊》，安徽的《昊兴青年》，苏州的《模范青年》。

各地的青年团组织方案并不统一，甚至名称都不统一。如无锡叫“维新青年团”，江阴叫“防共青年团”，湖口叫“兴亚青年团”，上海叫“中国青年团”。
1942年初，汪精卫政权开始实施“新国民运动”，训练重点即为青少年，组建汪系自己的“中国青年团”、“中国模范青年团”。中华青年团不了了之。